# Wspólnota administracyjna Bisingen
Wspólnota administracyjna Bisingen – wspólnota administracyjna (niem. Vereinbarte Verwaltungsgemeinschaft) w Niemczech, w kraju związkowym Badenia-Wirtembergia, w rejencji Tybinga, w regionie Neckar-Alb, w powiecie Zollernalb. Siedziba wspólnoty znajduje się w miejscowości Bisingen.
Wspólnota administracyjna zrzesza dwie gminy wiejskie:
- Bisingen, 9 249 mieszkańców, 90,34 km²
- Grosselfingen, 2 096 mieszkańców, 31,95 km²